# Eric Botteghin
Eric Fernando Botteghin (San Paolo, 31 agosto 1987) è un calciatore brasiliano, difensore svincolato.

## Biografia
Possiede il passaporto italiano.

## Carriera
Trasferitosi nei Paesi Bassi nel gennaio 2007, dopo aver giocato quattro anni e anni nel PEC Zwolle, due nel NAC Breda e altrettanti nel Groningen, nel 2015 viene acquistato dal Feyenoord di cui diventa un punto fermo nel corso degli anni. Il 13 aprile 2019 raggiunge quota 219 presenze nel campionato olandese, diventando il giocatore brasiliano con più partite giocate.
Milita nella squadra di Rotterdam sino al termine della stagione 2020-2021, al termine del quale rimane svincolato non avendo rinnovato il proprio contratto.
Il 3 agosto 2021 firma un biennale con l'Ascoli in Serie B, seconda divisione del campionato italiano di calcio.
Dopo tre stagioni nelle Marche, culminate con una retrocessione in terza serie, il 16 luglio 2024 Botteghin viene ingaggiato a parametro zero dal Modena, di nuovo in Serie B, con cui firma un contratto annuale, con opzione per un'ulteriore stagione. Lascia il club emiliano al termine della stagione 2024-2025, alla scadenza naturale del proprio contratto.

## Statistiche

### Presenze e reti nei club
Statistiche aggiornate al 12 gennaio 2025.
| Stagione          | Squadra           | Campionato        | Campionato | Campionato | Coppe nazionali | Coppe nazionali | Coppe nazionali | Coppe continentali | Coppe continentali | Coppe continentali | Altre coppe | Altre coppe | Altre coppe | Totale | Totale |
| Stagione          | Squadra           | Comp              | Pres       | Reti       | Comp            | Pres            | Reti            | Comp               | Pres               | Reti               | Comp        | Pres        | Reti        | Pres   | Reti   |
| ----------------- | ----------------- | ----------------- | ---------- | ---------- | --------------- | --------------- | --------------- | ------------------ | ------------------ | ------------------ | ----------- | ----------- | ----------- | ------ | ------ |
| 2006-2007         | PEC Zwolle        | EED               | 14+2       | 0          | CO              | -               | -               | -                  | -                  | -                  | -           | -           | -           | 16     | 0      |
| 2007-2008         | PEC Zwolle        | EED               | 27+5       | 2+0        | CO              | 2               | 0               | -                  | -                  | -                  | -           | -           | -           | 34     | 2      |
| 2008-2009         | PEC Zwolle        | EED               | 36+3       | 5+0        | CO              | 1               | 0               | -                  | -                  | -                  | -           | -           | -           | 40     | 5      |
| 2009-2010         | PEC Zwolle        | EED               | 35+1       | 1+0        | CO              | 1               | 0               | -                  | -                  | -                  | -           | -           | -           | 37     | 1      |
| 2010-2011         | PEC Zwolle        | EED               | 28+4       | 2+0        | CO              | 2               | 0               | -                  | -                  | -                  | -           | -           | -           | 34     | 2      |
| Totale PEC Zwolle | Totale PEC Zwolle | Totale PEC Zwolle | 140+15     | 10         |                 | 6               | 0               |                    | -                  | -                  |             | -           | -           | 161    | 10     |
| 2011-2012         | NAC Breda         | ED                | 32         | 2          | CO              | 1               | 0               | -                  | -                  | -                  | -           | -           | -           | 33     | 2      |
| 2012-2013         | NAC Breda         | ED                | 32         | 3          | CO              | 2               | 1               | -                  | -                  | -                  | -           | -           | -           | 34     | 4      |
| Totale NAC Breda  | Totale NAC Breda  | Totale NAC Breda  | 64         | 5          |                 | 3               | 1               |                    | -                  | -                  |             | -           | -           | 67     | 6      |
| 2013-2014         | Groningen         | ED                | 34+4       | 2+0        | CO              | 3               | 1               | -                  | -                  | -                  | -           | -           | -           | 41     | 3      |
| 2014-2015         | Groningen         | ED                | 34         | 3          | CO              | 5               | 0               | UEL                | 2                  | 0                  | -           | -           | -           | 41     | 3      |
| ago. 2015         | Groningen         | ED                | 1          | 0          | CO              | -               | -               | -                  | -                  | -                  | SC          | 1           | 0           | 2      | 0      |
| Totale Groningen  | Totale Groningen  | Totale Groningen  | 69+4       | 5          |                 | 8               | 1               |                    | 2                  | 0                  |             | 1           | 0           | 84     | 6      |
| set. 2015-2016    | Feyenoord         | ED                | 22         | 0          | CO              | 3               | 1               | -                  | -                  | -                  | -           | -           | -           | 25     | 1      |
| 2016-2017         | Feyenoord         | ED                | 34         | 4          | CO              | 3               | 1               | UEL                | 5                  | 0                  | SC          | 1           | 0           | 43     | 5      |
| 2017-2018         | Feyenoord         | ED                | 12         | 0          | CO              | 3               | 0               | UCL                | 1                  | 0                  | SC          | 1           | 0           | 17     | 0      |
| 2018-2019         | Feyenoord         | ED                | 22         | 2          | CO              | 1               | 1               | UEL                | 1                  | 1                  | SC          | 1           | 0           | 25     | 4      |
| 2019-2020         | Feyenoord         | ED                | 20         | 2          | CO              | 3               | 0               | UEL                | 9                  | 2                  | -           | -           | -           | 32     | 4      |
| 2020-2021         | Feyenoord         | ED                | 23+2       | 1+0        | CO              | 1               | 0               | UEL                | 4                  | 0                  | -           | -           | -           | 30     | 1      |
| Totale Feyenoord  | Totale Feyenoord  | Totale Feyenoord  | 133+2      | 9          |                 | 14              | 3               |                    | 20                 | 3                  |             | 3           | 0           | 172    | 15     |
| 2021-2022         | Ascoli            | B                 | 31+1       | 2+0        | CI              | 1               | 0               | -                  | -                  | -                  | -           | -           | -           | 33     | 2      |
| 2022-2023         | Ascoli            | B                 | 37         | 3          | CI              | 2               | 0               | -                  | -                  | -                  | -           | -           | -           | 39     | 3      |
| 2023-2024         | Ascoli            | B                 | 25         | 4          | CI              | 1               | 0               | -                  | -                  | -                  | -           | -           | -           | 26     | 4      |
| Totale Ascoli     | Totale Ascoli     | Totale Ascoli     | 93+1       | 9          |                 | 4               | 0               |                    | -                  | -                  |             | -           | -           | 98     | 9      |
| 2024-2025         | Modena            | B                 | 5          | 0          | CI              | -               | -               | -                  | -                  | -                  | -           | -           | -           | 5      | 0      |
| Totale Carriera   | Totale Carriera   | Totale Carriera   | 504+22     | 38         |                 | 35              | 5               |                    | 22                 | 3                  |             | 4           | 0           | 587    | 46     |

## Palmarès

### Club

#### Competizioni nazionali
- Coppa dei Paesi Bassi: 3

Groningen: 2014-2015
Feyenoord: 2015-2016, 2017-2018
- Campionato olandese: 1

Feyenoord: 2016-2017
- Supercoppa dei Paesi Bassi: 2

Feyenoord: 2017, 2018